# Drahotice (Chocnějovice)
Drahotice (německy Drahotitz) je malá vesnice v okrese Mladá Boleslav, která spadá pod obec Chocnějovice. Nachází se 1,1 kilometru východně od Chocnějovic. V katastrálním území Drahotice leží i Sovínky a Buda.

## Historie
První písemná zmínka o vesnici pochází z roku 1436.
V roce 1932 byly ve vsi s 250 obyvateli evidovány tyto živnosti a obchody: družstvo pro rozvod elektrické energie, dva hostince, kovář, obuvník, dva rolníci, řezník, obchod se smíšeným zbožím, spořitelní a záložní spolek, trafika.

## Pamětihodnosti
- Kaple svatého Josefa
- Krucifix u kapličky v jihovýchodní části návsi

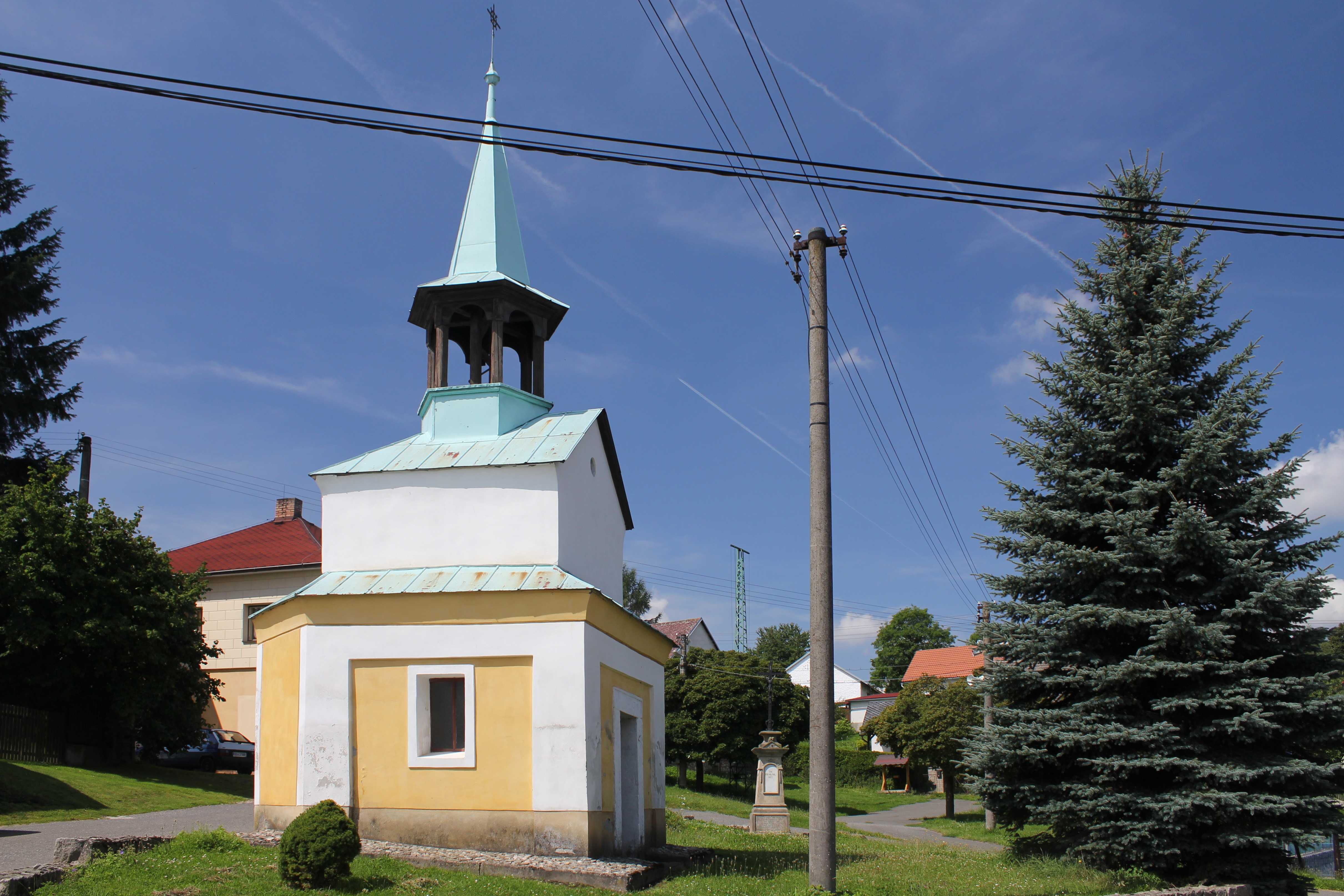
Kaple svatého Josefa ve středu vesnice
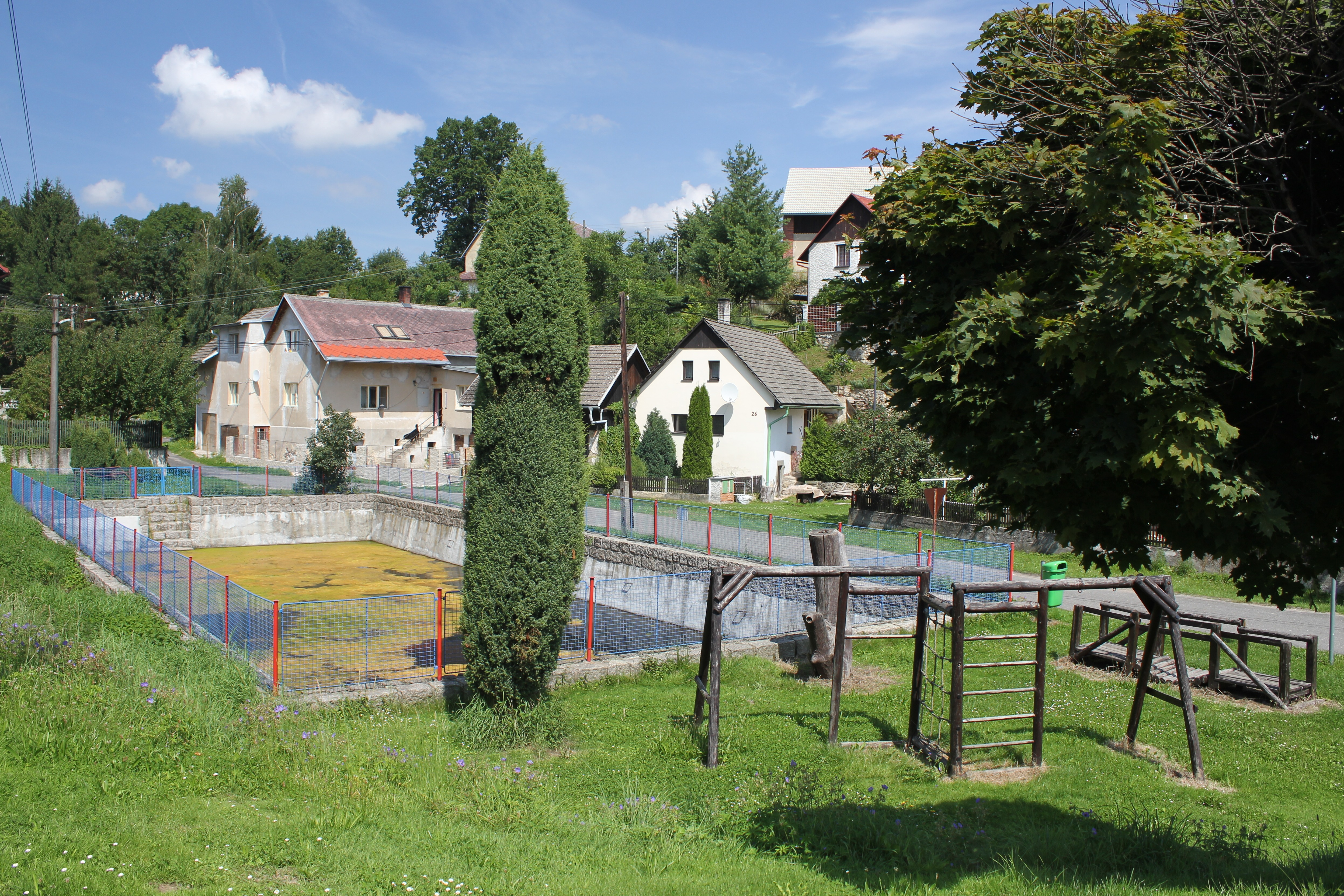
Nádrž a dětské hřiště